# خط طول 165° غرب
خط طول 165° غرب هو أحد خطوط الطول الجغرافية، والتي تمتد من القطب الشمالي الجغرافي إلى القطب الجنوبي الجغرافي، وحسب التحويل الزمني يتأخر خط طول 165° غرب عن خط غرينتش بـ11 ساعة و0 دقائق.

## من القطب إلى القطب
ينطلق خط طول 165° غرب من القطب الشمالي نحو القطب الجنوبي مرورا بالمناطق التي ترد في الجدول التالي:
| الإحداثيات                           | البلد أو الإقليم أو البحر | ملاحظات                                                                                         |
| ------------------------------------ | ------------------------- | ----------------------------------------------------------------------------------------------- |
| 90°0′N 165°0′W / 90.000°N 165.000°W  | المحيط المتجمد الشمالي    |                                                                                                 |
| 71°46′N 165°0′W / 71.767°N 165.000°W | بحر تشوكشي                |                                                                                                 |
| 68°53′N 165°0′W / 68.883°N 165.000°W | الولايات المتحدة          | ألاسكا                                                                                          |
| 67°54′N 165°0′W / 67.900°N 165.000°W | بحر تشوكشي                | Kotzebue Sound                                                                                  |
| 66°30′N 165°0′W / 66.500°N 165.000°W | الولايات المتحدة          | ألاسكا — "شبه جزيرة سيوارد"                                                                     |
| 64°26′N 165°0′W / 64.433°N 165.000°W | بحر بيرنغ                 | Norton Sound                                                                                    |
| 62°32′N 165°0′W / 62.533°N 165.000°W | الولايات المتحدة          | ألاسكا — Yukon–Kuskokwim Delta                                                                  |
| 60°21′N 165°0′W / 60.350°N 165.000°W | بحر بيرنغ                 | مرورا بغرب أونيماك (جزيرة), ألاسكا, الولايات المتحدة (في 54°34′N 164°56′W / 54.567°N 164.933°W) |
| 54°8′N 165°0′W / 54.133°N 165.000°W  | الولايات المتحدة          | ألاسكا — Tigalda Island                                                                         |
| 54°4′N 165°0′W / 54.067°N 165.000°W  | المحيط الهادئ             |                                                                                                 |
| 60°0′S 165°0′W / 60.000°S 165.000°W  | المحيط الجنوبي            |                                                                                                 |
| 78°33′S 165°0′W / 78.550°S 165.000°W | القارة القطبية الجنوبية   | منطقة روس, المطالب الإقليمية بالقارة القطبية الجنوبية by نيوزيلندا                              |